# Folia daliniana
La Folia daliniana és una composició d'en Xavier Montsalvatge que va escriure al 1995.
Dura uns 15 minuts i està instrumentada per a quartet de vent solista, orquestra de corda i percussió. Montsalvatge, que la va subtitular Sinfonietta, va explicar que al mateix temps que va voler "donar una preponderància essencial als instruments de vent-fusta reunits al començament de la partitura i al final, intervenint abans, successivament (...) com veritables solistes, accentuant a més el virtuosisme, el conjunt de corda, subratllat per una percussió reduïda, completa, sense perdre el seu caràcter acompanyant, l'estructura marcadament simfònica de la composició". Tot això també va escriure una versió per a quintet, amb un piano en lloc de l'acompanyament orquestral.
El títol de la composició és un joc de paraules entre el gènere barroc de la folia i la "follia" dels quadres d'en Salvador Dalí, homenatgant lúdicament tots dos. Ha sigut descrita com "música rítmicament alerta amb una coloració excitant i un munt d'exposició per als instruments solistes", i parlant del 85è aniversari d'en Montsalvatge dos anys després José Luis García del Busto va destacar que "per damunt de la lucidesa, l'equilibri i la bellesa que emanen de la partitura, es adverteix en aquesta última música d'en Montsalvatge un esperit admirable, asombrosament juvenil."
Va ser estrenada el 27 de juliol del 1995 al Festival de Cadaqués per l'Orquestra de Cadaqués sota la direcció d'en Neville Marriner. Al 1997 Montsalvatge va rebre el Premi Nacional de Música de Catalunya per la Folia daliniana.

## Discografia
- Versió orquestral
  - Filharmònica de Gran Canària sota la direcció d'en Adrian Leaper (ASV, 1999)
  - Perspectives Ensemble sota la direcció d'en Ángel Gil-Ordóñez (Naxos, 2013)
  - Simfònica de Barcelona i Nacional de Catalunya sota la direcció de Lawrence Foser (Catalunya Música, 2013)
- Versió de cambra
  - Solistes de l'Orquestra de Cadaqués (Tritó, 1999)